# مصطفى صبري
مصطفى صبري (12 ربيع الأول 1286 هـ- 7 رجب 1373 هـ) (1869 - 1954) كان آخر شيخ الإسلام في الدولة العثمانية. وهو معروف بآرائه التي تدين الحركة القومية التركية بقيادة كمال أتاتورك. بسبب مقاومته لأتاتورك، عاش نصف حياته في المنفى في مختلف البلدان، وتوفي في مصر.

## نشأته ودراسته
ولد الشيخ مصطفى صبري عام 1869 في الأناضول في مدينة توقاد التي ينسب إليها. وتعلم عند والده الشيخ أحمد التوقادي وأتم دراسته الأولية في توقاد حيث حفظ القرآن الكريم ثم رحل لطلب العلم الشرعي في مدينة قيصري ثم توجه بعدها إلى الآستانة وحصل على إجازتين علميّتين. كانت علامات النباهة واضحة في الشاب الفتي ونال إعجاب أساتذته ومشايخه فأصبح من أشهر المدرسين وهو لم يتجاوز 22 سنة من عمره، وكان أستاذاً محاضراً في جامع السلطان محمد الفاتح بعد أن اجتاز الامتحان الذي يؤهله لهذهِ الوظيفة وكان ذلك في عام 1890. وتخرج على يديه عدد كبير من الطلبة. تم اختياره في 16 يناير 1900 عضواً في ديوان القلم، وهو أمانة السر في دولة الخلافة العثمانية واختارته هيئة كبار العلماء المعروفة بالجمعية العلمية رئيساً لصحيفتها الأسبوعية التي كانت تصدر تحت عنوان بيان الحق, ليصبح بعد ذلك عضواً في دار الحكمة وهي هيئة كبار العلماء. تولى الشيخ صبري بعدها تدريس الحديث الشريف في مدرسة السليمانية وأصبح نائباً عن مدينة توقاد في المشروطية الثانية عام 1908.

## المشيخة الإسلامية
كان للشيخ مكانة علمية وأدبية واسعة بين معاصريه واستمر في التدريس والوعظ والإرشاد حتى تولى في عهد وزارة الداماد فريد باشا الأول منصب المشيخة الإسلامية وكان ذلك في عام 1919 وذلك بعد صدور الإرادة السلطانية بذلك، وظل الشيخ صبري محتفظاً بمنصبهِ في الوزارتين المتعاقبتين.

## رحيله عن تركيا
تعرض الشيخ مصطفى صبري للكثير من الضغوطات بعد الأزمات التي حلت في تركيا بعد أن ازداد نفوذ جمعية الاتحاد والترقي في دولة الخلافة العثمانية فاضطر الشيخ إلى الهجرة فزار مصر عام 1923 ومنها إلى لبنان. واستمر في تنقلاته فزار عدداً من الدول الأوروبية وانتقل إلى ضيافة الشريف حسين في مكة المكرمة وعاد إلى مصر سنة 1932 واستقر فيها حتى وفاته عام 1954.

## آثاره العلمية
تنوعت اهتمامات مصطفى صبري العلمية فألف العديد من الكتب والمقالات المتخصصة باللغتين العربية والعثمانية (اللغة التركية القديمة). ومن أهم كتبهِ على الإطلاق كتاب موقف العقل والعلم والعالم من رب العالمين وعباده المرسلين. وكانت معظم مؤلفاته تحمل صبغة الدفاع عن الدين والوقوف في وجه الأفكار اللادينية، كما كان مصطفى صبري في كتاباتهِ مناهضاً للمبادئ القومية التي تسعى لاستبدال فكرة الجامعة الدينية التي كانت توحد المسلمين تحت راية الخلافة الإسلامية.

## مؤلفاته
- موقف العقل والعلم والعالم من رب العالمين وعباده المرسلين.[1]
- موقف البشر تحت سلطان القدر.[2]
- مسألة ترجمة القرآن
- النكير على منكري النعمة من الدين والخلافة والأمة
- قولي في المرأة ومقارنته بأقوال مقلدة الغرب
- القول الفصل بين الذين يؤمنون بالغيب والذين لا يؤمنون، كتبه ردا على منكري المعجزات في مصر مثل حسين هيكل
- القيمة العلمية لمجتهدي الإسلام المعاصرين (بالتركية) كتبه ردا على كتاب (براهين الرحمة الإلهية) لموسى جار الله بيكييف القازاني، طبع في استانبول عام 1335 هجرية
- المجددون الدينيون أو دليل تركيا في درب النجاة والفلاح (بالتركية) كتبه ردا على كتاب (المسلمون الجدد) لهاشم ناهد وأصدقائه المنادين بضرورة تجديد الدين ليتوافق مع الحضارة الغربية، طبع في استانبول عام 1341 هجرية

## موقف العقل
تضمن كتاب موقف العقل زبدة أفكار مصطفى صبري وآرائه السياسية والعلمية. فهو كتاب غني بالمباحث الفكرية الفلسفية والكلامية الدقيقة والتي تناولت الجوانب النظرية والعلمية. ويهدف الكتاب كما هو واضح من عنوانه إلى الدفاع عن عقائد الإسلام وأصوله الفكرية بأسلوب علمي رصين يدفع الشبه ويقيم الحجج.
كشف مصطفى صبري في كتابه عن العديد من المؤامرات التي حيكت ضد الإسلام على صعيدين متوازيين، وذلك بالمواجهة الحربية التي تعرض لها من خلال هجمات الغربيين والتحديات الفكرية العقيدية التي تنشر فكر الإلحاد والتحلل الأخلاقي. وبين صبري أهم عماد في الفكر الإسلامي وهو الدليل العقلي وقارن بين المنهج الإسلامي في المعرفة والمناهج التي اتبعها المثقفون والفلاسفة الغربيون. فبرهن بأن الدليل العقلي مقدم على الدليل التجريبي، وتعمق في مناقشة الأدلة على وجود الله ورد شبه النافين من فلاسفة الغرب.

## أقوال العلماء فيه
قال عنه محب الدين الخطيب: «فحل الفحول الصائل الذي يعد فضله أكبر من فضل معاصريه». وقال عنه الشيخ زاهد الكوثري: «قرة أعين المجاهدين». كما مدحه الشيخ عبد الفتاح أبو غدة قائلاً: «إن كتابه» موقف العقل«هو كتاب القرن بلا منازع».

## وفاته
توفي مصطفى صبري في مصر في الثاني عشر من آذار 1954. وقد توفي بسبب مرض الفالج

## وصلات خارجية
- موقف البشر تحت سلطان : Internet Archive
- موقف العقل والعلم والعالم من رب العالمين وعباده المرسلين - مصطفى صبري : Internet Archive
- طريق الإسلام: شيخ الإسلام مصطفى صبري التوقادي
- مجلة الوعي: شيخ الإسلام مصطفى صبري
- إسلام ويب: شيخ الإسلام مصطفى صبري التوقادي